# MT-LB

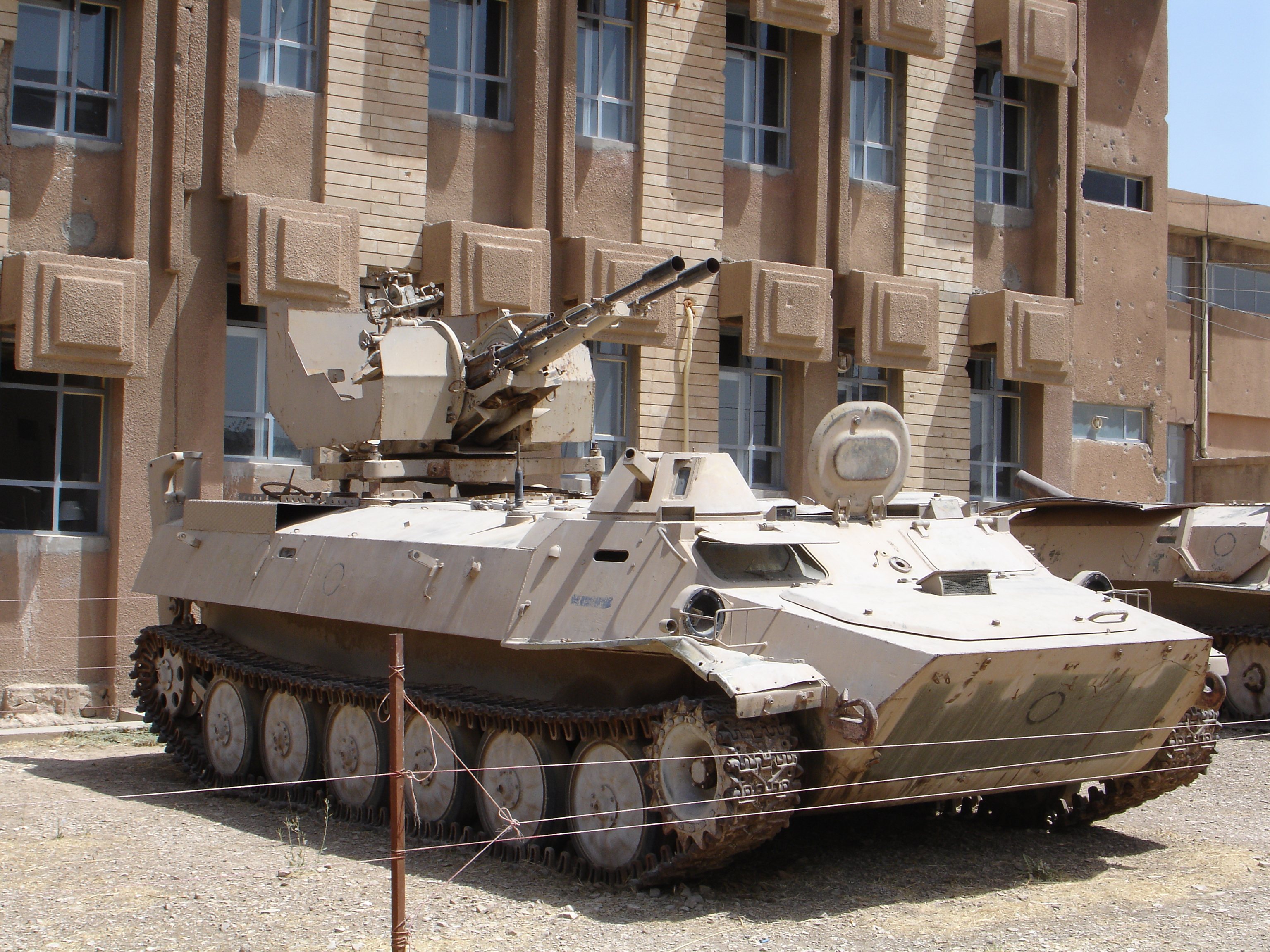
Um modelo do blindado iraquiano, armado com uma metralhadora ZU-23-2.

O MT-LB (em russo:  Многоцелевой Тягач Лёгкий Бронированный, Mnogotselevoy Tyagach Lekhko Bronirovannyi; ou Veículo de reboque blindado leve de multi-propósito) é um blindado de transporte de tropas desenvolvido pela União Soviética na década de 1960. Inicialmente, era conhecido como M 1970 no oeste. Utilizado por vários países do antigo Pacto de Varsóvia, este carro viu combate em várias localidades, especialmente no oriente médio.